# البطولات الوطنية الأمريكية 1910 (كرة مضرب)
قائمة بالأبطال في 1910 البطولات الوطنية الأمريكية لكرة المضرب (المعروفة الآن باسم أمريكا المفتوحة):

## الكبار

### فردي رجال
ويليام لارنيد هزم  توماس س. بندي 6-1 5-7 6-0 6-8 6-1

### فردي سيدات
هازل هوتشكيس ويتمان هزم  لويس هاموند 6-4, 6-2